# Wybory parlamentarne w Nowej Zelandii w 2017 roku
Wybory parlamentarne w Nowej Zelandii odbyły się 23 września 2017. Nowozelandczycy wybrali 120 posłów do jednoizbowej Izby Reprezentantów na 3-letnią kadencję.